# Puente de Pinos Puente
El puente de Pinos Puente es una infraestructura situada en el municipio español de Pinos Puente, en la provincia de Granada. El puente, de origen árabe, está situado a la entrada de la localidad y permite salvar el barranco del río Cubillas. En 1922 fue declarado Monumento arquitectónico-artístico, por lo que es Bien de Interés Cultural con categoría de monumento.

## Descripción
Es una obra muy interesante, con tres grandes arcos de herradura, con luces entre 7 y 11 m y con dos poderosas pilas de apoyo, que alcanzan el nivel de la rasante y sirven como ensanchamiento del tablero del puente.
Chías Navarro y Abad Balboa destacan de la obra los mechinales aparentes de la cimbra y una pequeña bóveda de cañón que horada el estribo derecho. También indican que existen innumerables referencias documentales sobre las dovelas engatilladas de la embocadura de la bóveda, aunque actualmente no son apreciables.

## Historia
Algunos estudiosos han indicado la posibilidad de que el puente tenga un origen visigodo, aunque la doctrina mayoritaria se inclina por su origen árabe, dado que su aparejo de sillería a soga y tizón, disimulado bajo un almohadillado labrado, es típicamente árabe.
Durante el siglo XV, su control fue un objetivo esencial tanto de los ejércitos cristianos como de los nazaríes, al ser el paso último hacia la capital del reino.
En una de las pilas de sujeción, la más exterior, se dispuso originalmente una torre defensiva, que fue destruida en 1431. En el siglo XVII se construyó sobre sus ruinas una capilla, con espadaña y lucernario, que aún hoy permanece en pie.